# Schloss Jühnde

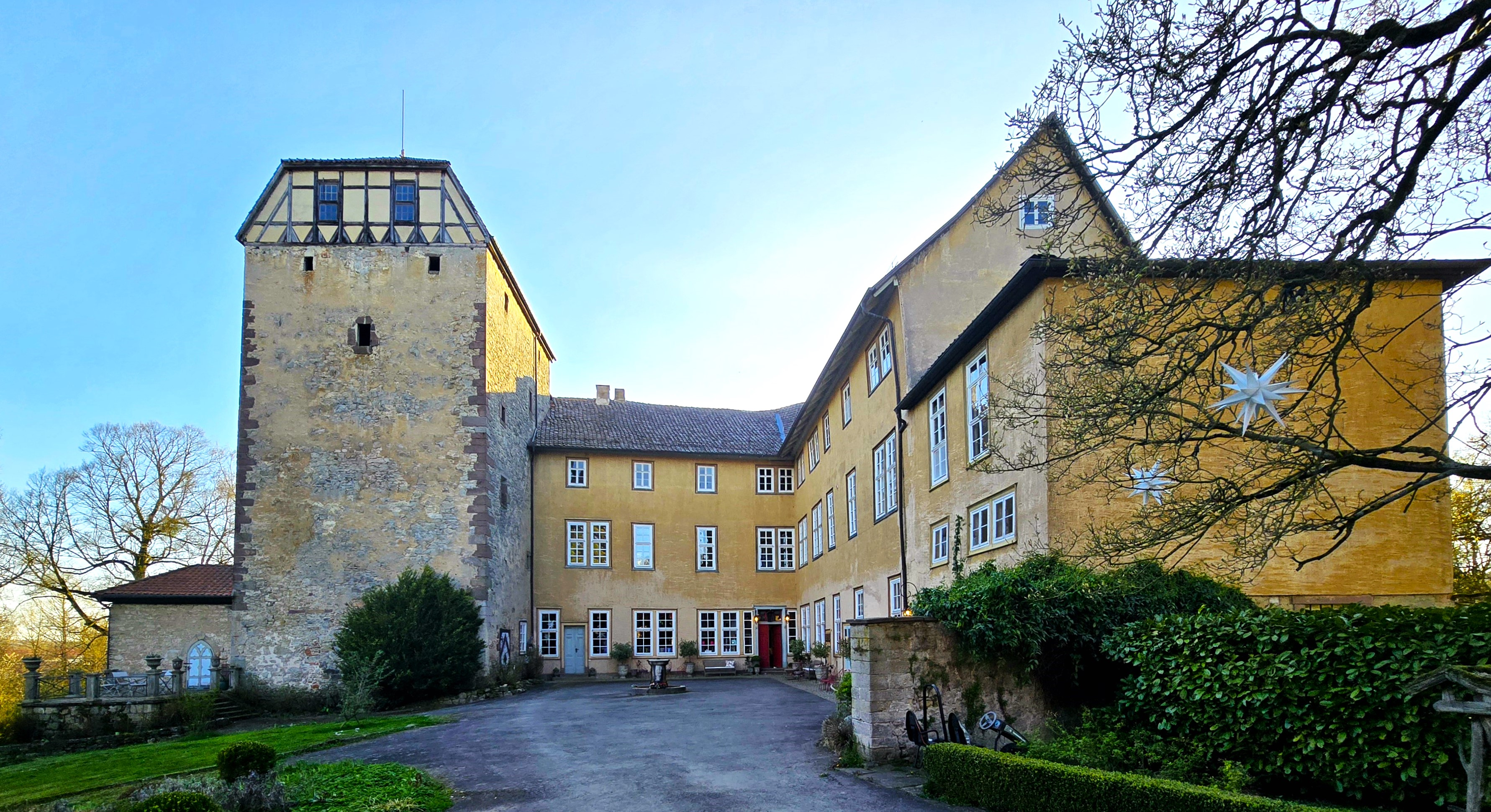
Schloss Jühnde

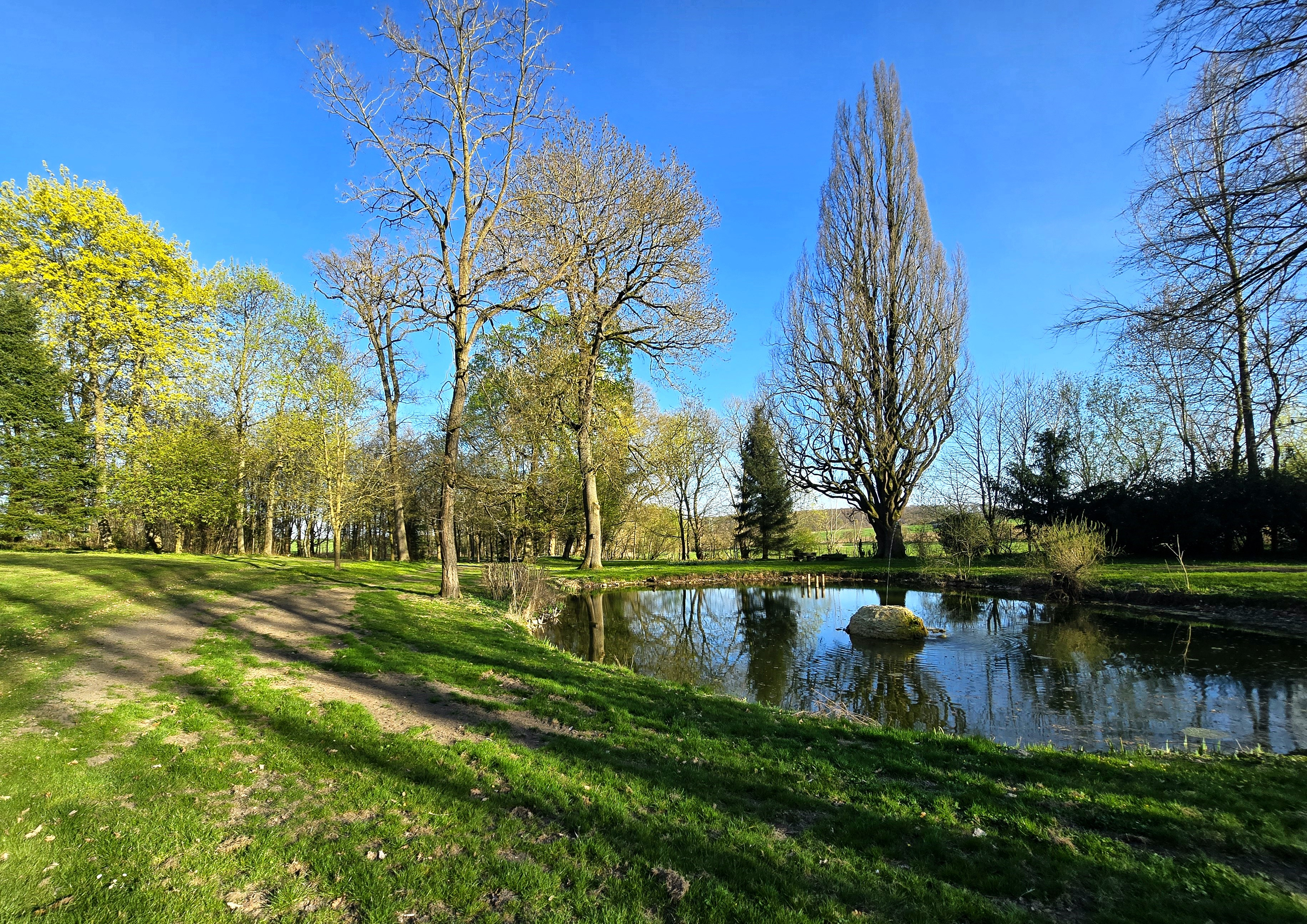
Gutspark

Schloss Jühnde ist eine frühere Burg in Jühnde in Niedersachsen, die heute unter Denkmalschutz steht. Der Gebäudekomplex der früheren Burg und weiteren Bauten wird seit 1664 von den Freiherren Grote bewohnt und bewirtschaftet.

## Geschichte
Ein Gut Jühnde wurde 960 von Otto I. erstmals urkundlich erwähnt. Die im Jahr 1290 erstmals genannte Burg lag an der Heerstraße von Münden nach Göttingen. Sie gehörte Widekindus dictus de June (1250–1297). Die Familie von June starb 1463 aus und Jühnde fiel an das Geschlecht von Bovenden; wenig später an die Familie von Adelebsen. Damals entwickelte sich die Burg offenbar zu einer Raubritterburg, von der aus Händler überfallen wurden. 1484 wurde sie daher von den Göttingern erobert, eingenommen und ab 1489 wieder aufgebaut. Aus dieser Zeit stammt auch der 29 Meter hohe, Moshus genannte Schlossturm. Seine unteren beiden Geschosse haben Kreuzgratgewölbe.
Im Dreißigjährigen Krieg brannte die Burg ab.
1664 übernahm Reichsfreiherr Otto Grote zu Schauen (1637–1693), Geheimrat des Herzogs Johann Friedrich zu Braunschweig-Lüneburg, das Gut und baute die Burg von 1668 bis 1671 wieder auf. Ein Nachfahre, Otto Ulrich Freiherr Grote (1757–1821), ließ nach seinem Abschied aus dem hannoverschen Staatsdienst 1805 im Geist der Romantik den bemerkenswerten Landschaftspark anlegen und die Burg von 1806 bis 1807 schlossartig zu Wohnzwecken umbauen.
1951 wurde im Schlossturm das Archiv des hier gebürtigen Schriftstellers Heinrich Sohnrey (1859–1948) eingerichtet.

## Die Jühnder Warte

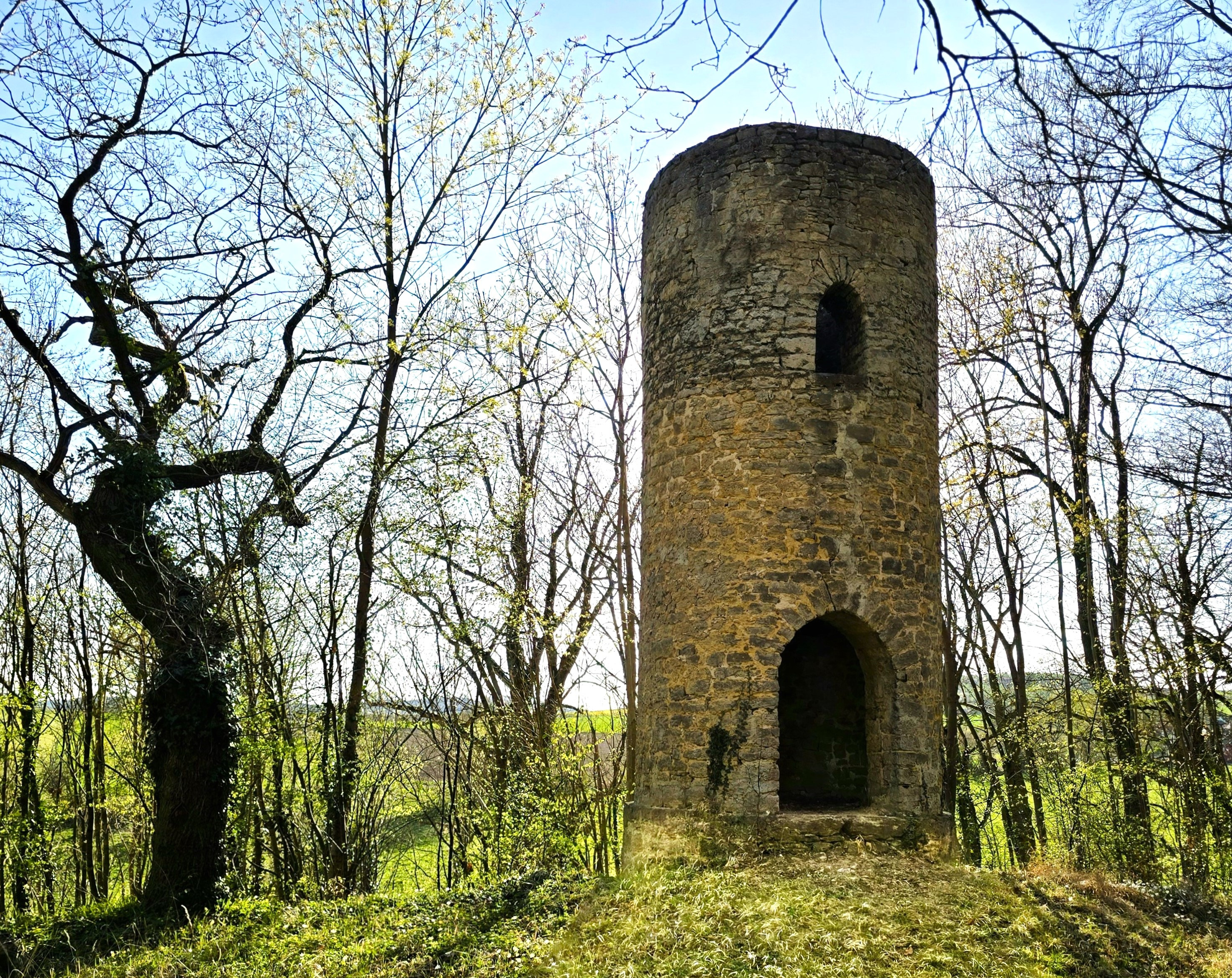
Wartturm Jühnder Warte im Gutspark zu Schloss Jühnde

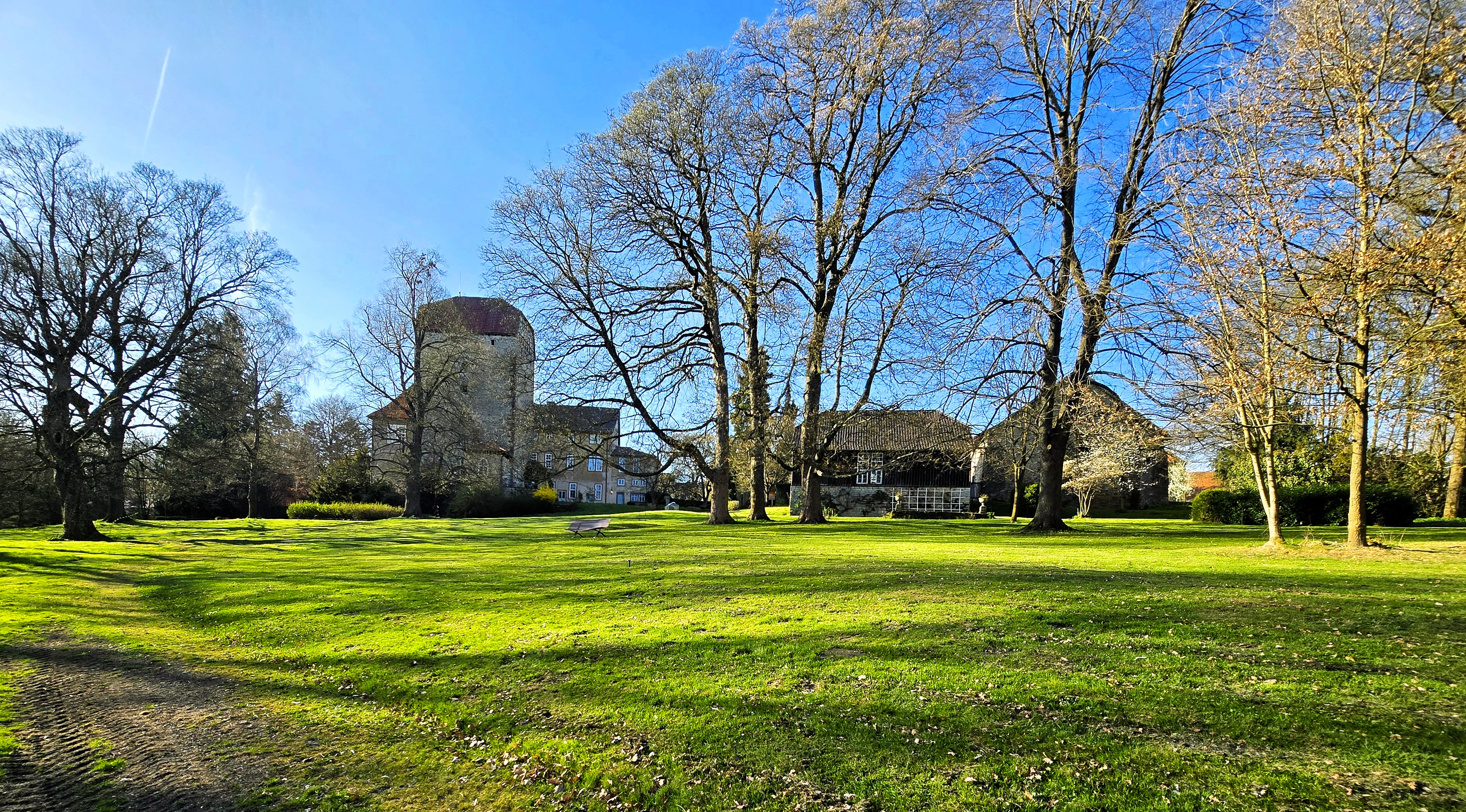
Blick vom Gutspark auf das Schlossgelände

200 Meter südöstlich des Schlosses steht am Rande eines bewaldeten Hanges ein steinerner Turm, der Jühnder Warte genannt wird. Dieser Turm gehörte zur mittelalterlichen Göttinger Landwehr. Das genaue Baujahr ist nicht bekannt, dürfte aber um 1420 sein.

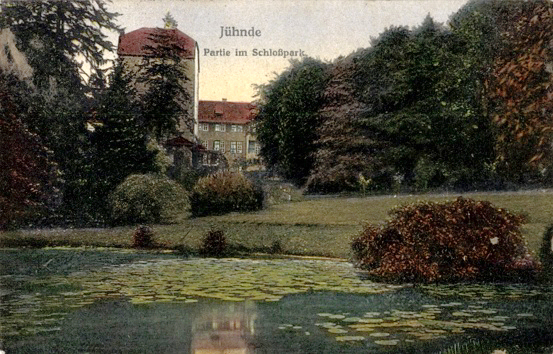
Schloss Jühnde mit Park um 1930
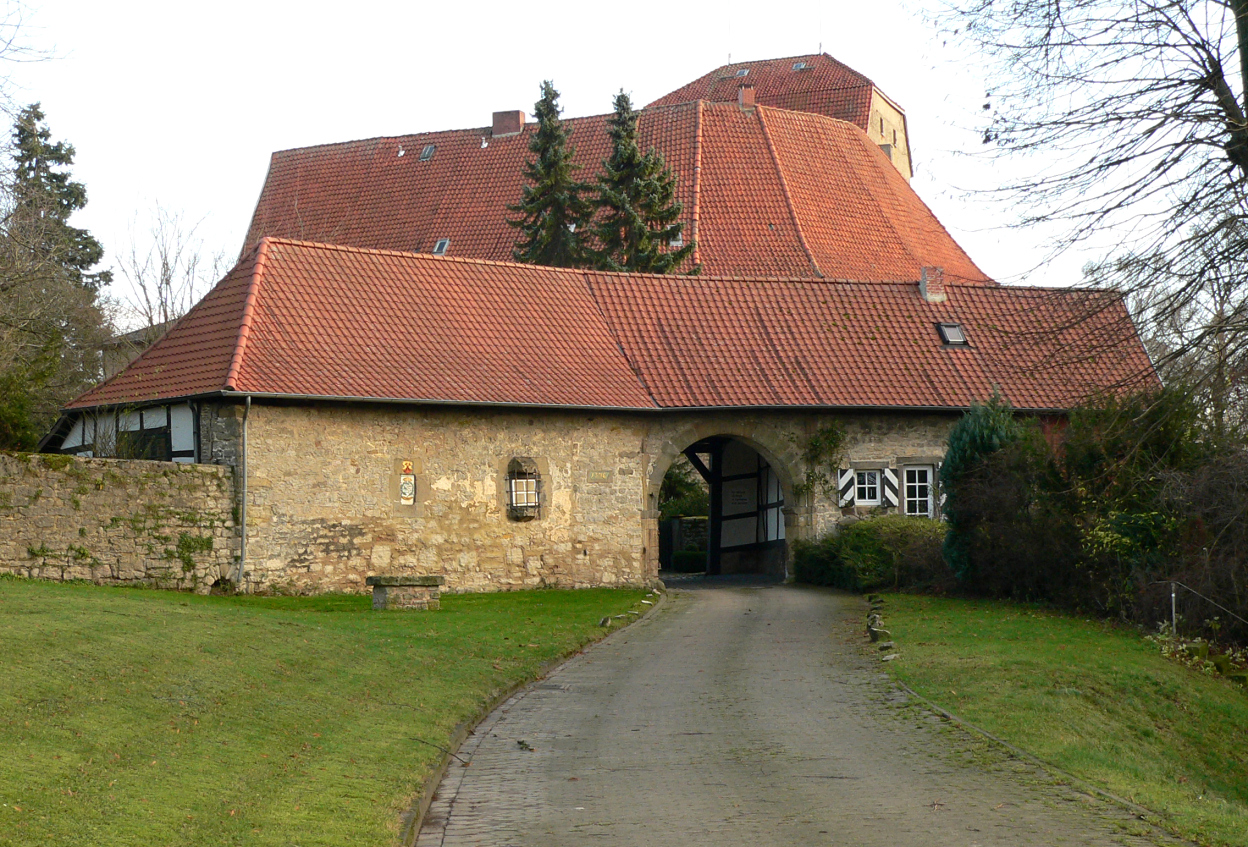
Torhaus des Schlosses
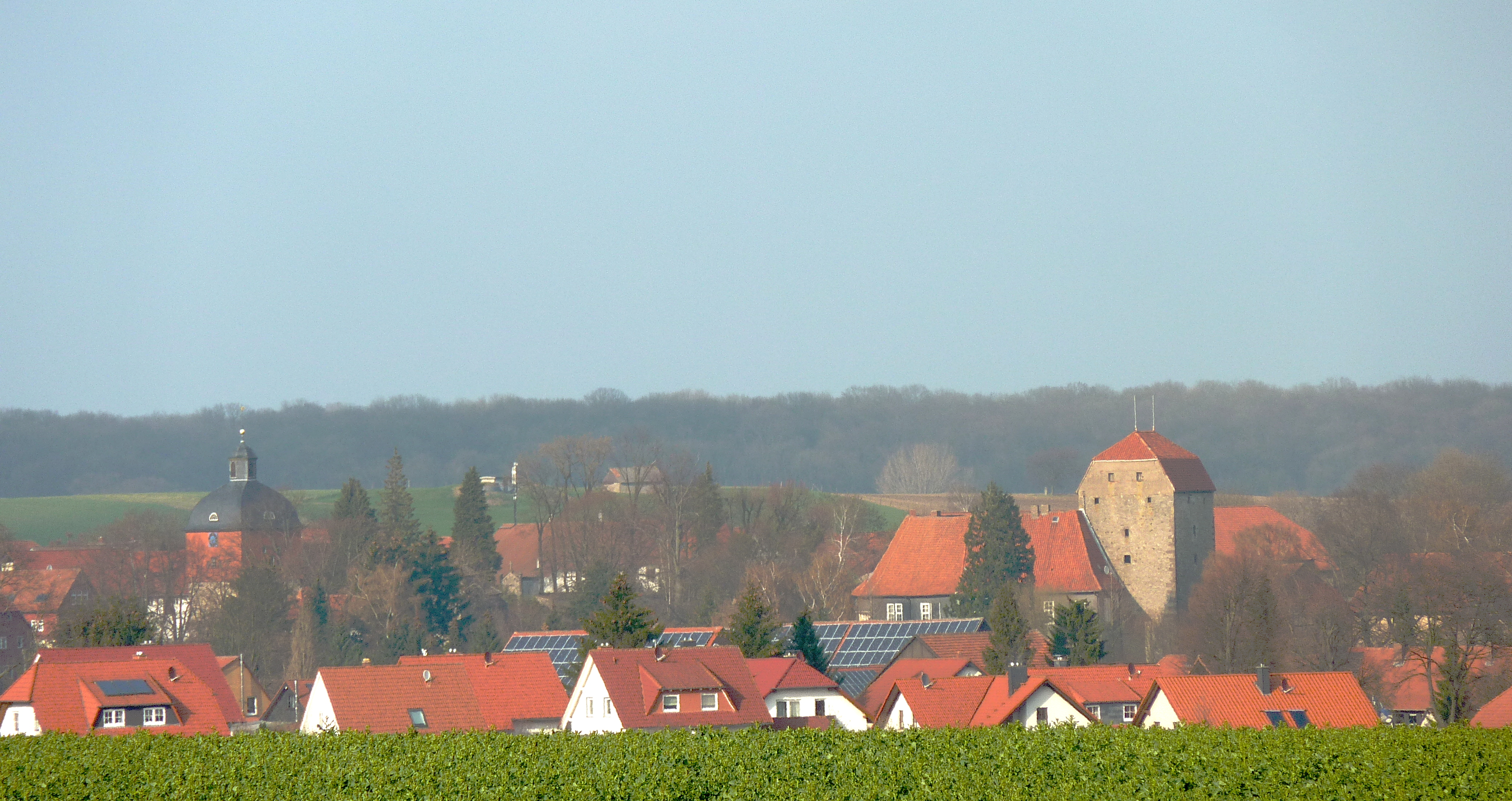
Das Schloss im Dorf
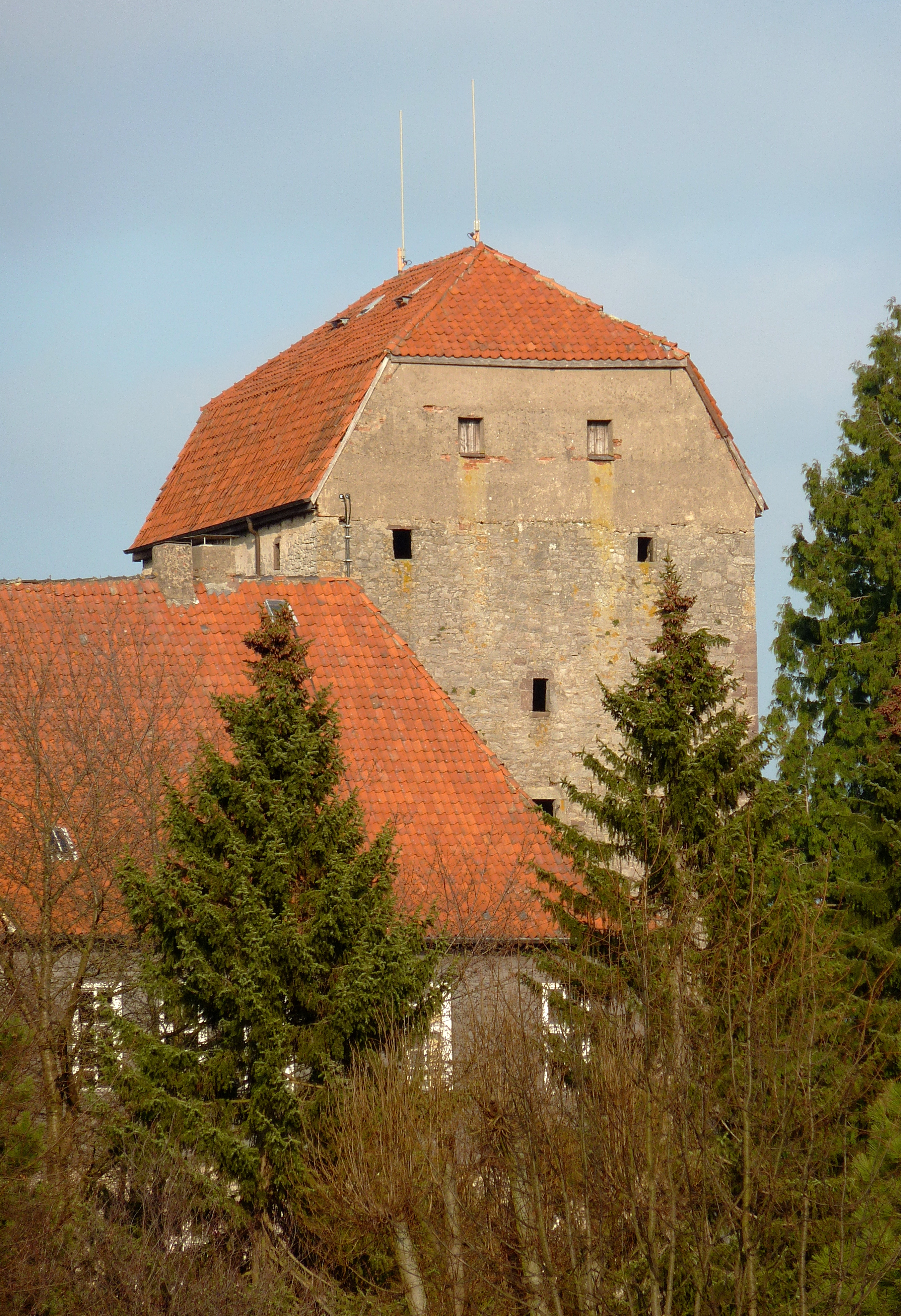
Der Schlossturm
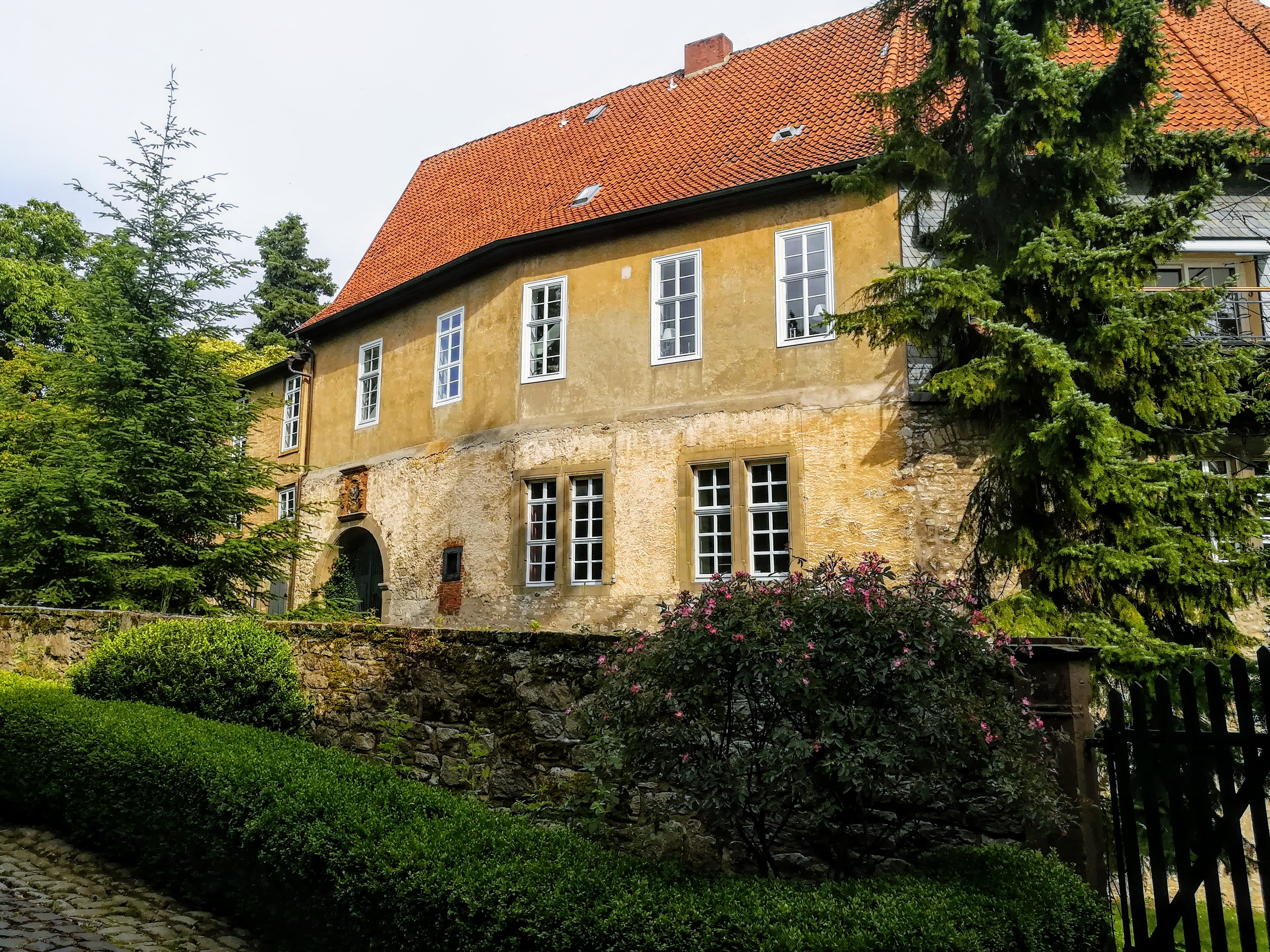
Haupthaus